# Clarissa Molina
Clarissa María Molina Contreras (Santiago de los Caballeros, República Dominicana, 23 de septiembre de 1991) es una modelo profesional, actriz, presentadora de televisión y reina de belleza dominicana. Participó en el reality de Univision Nuestra Belleza Latina 2015, donde quedó como tercera finalista. En ese mismo año fue coronada Miss República Dominicana 2015, donde representó la provincia de Espaillat. Participó en Miss Universo representando a República Dominicana siendo una de las 10 finalistas. Participó nuevamente en Nuestra Belleza Latina en su versión vip del 2016, donde ganó la competencia y fue coronada por su compatriota Francisca Lachapel.

## Biografía
Molina nació en Santiago, República Dominicana y es la hija de Leonardo Molina y Clara Contreras. A la edad de 12 años sus padres se separaron y se trasladaron a la ciudad de Nueva York. Ella se quedó en la República Dominicana con su hermano y cuñada. A los 15 años ella y sus hermanos se trasladaron a Nueva York.

## Concursos de Belleza

### Nuestra Belleza Latina 2015
Molina audicionó para el reality show de Univision y concurso de belleza Nuestra Belleza Latina 2015 en la ciudad de Nueva York el 4 de octubre del 2014. El juez Jomari Goyso y jueces invitados Daniel Arenas y Verónica Bastos no le dieron el pase para entrar en la competencia, ya que la vieron como arrogante. Un par de días más tarde el juez principal Osmel Sousa se fue a su casa en Nueva Jersey para entregarle personalmente el pase para ser parte de la competencia. Después de varias eliminaciones, fue seleccionada para formar parte de las 12 finalistas que entran en la mansión de Nuestra Belleza Latina donde se convirtió en una de las favoritas tanto entre los jueces como en el público. Después de 13 semanas de competición, llegó hasta el top de 4 finalistas y terminó como tercera finalista del concurso, donde quedó como ganadora su compatriota Francisca Lachapel.

### Miss República Dominicana 2015
Clarissa participó en el concurso donde se elige la representante para el Miss Universo, de la República Dominicana, representando a la provincia de Espaillat. Esa noche fue elegida la nueva embajadora de la belleza en la República Dominicana. En el marco de un magno evento el cual brillo por la excelente producción de Nelson Muñoz, que lo retorno a su antiguo esplendor.

### Miss Universo 2015
Clarissa participó en el concurso de Miss Universo donde se postuló como una de las grandes favoritas. Finalmente logró entrar al Top 10 cual de acuerdo las puntuaciones quedó en sexto lugar. Ese año se eligió la nueva Miss Universo, la embajadora de Filipinas, Pia Wurtzbach.

### Nuestra Belleza Latina VIP 2016
En 2016 Molina volvió al reality show Nuestra Belleza Latina pero esta vez en la versión vip, donde 12 de las 99 finalistas que han pasado por los 9 años de programa volvieron a la competición de ese mismo año. Este año sucedió el primer "Back to Back" de la historia del concurso cuando la pasada reina Francisca Lachapel de nacionalidad dominicana, la coronó como la décima reina del reality y la segunda corona para la República Dominicana. Molina obtuvo en la votación final del público un 53% de los votos en contra del 47% obtenido por sus tres contrincantes, divididos respectivamente. 
| Predecesor: Kimberly Castillo                           | Miss República Dominicana 2015 | Sucesor: Sal García                         |
| Predecesor: · Francisca Lachapel · República Dominicana | Nuestra Belleza Latina 2016    | Sucesor: · Migbelis Castellanos · Venezuela |

### Filmografía
Película Que León: Este filme es una comedia romántica dominicana protagonizada por la actriz y modelo dominicana Clarissa Molina y el cantante puertorriqueño Ozuna, junto a los comediante y actores dominicanos Raymond Pozo y Miguel Céspedes en el 2018.

## Trabajos en televisión
| Año   | Programa                             | Rol                                             | Canal                     |
| ----- | ------------------------------------ | ----------------------------------------------- | ------------------------- |
| 2013  | Sábado Gigante                       | Participante (Concurso "Qué bonita es mi hija") | Univision                 |
| 2015  | Nuestra Belleza Latina               | Participante (3to Puesto)                       | Univision                 |
| 2016  | Nuestra Belleza Latina VIP           | Participante (Ganadora)                         | Univision                 |
| 2016- | El gordo y la flaca                  | Coconductora                                    | Univision                 |
| 2017  | Premios Heat Latin Music Awards 2017 | Conductora                                      | HTV (canal de televisión) |
| 2022  | Flow Calle                           | Lía                                             | Película                  |

## Premios y reconocimientos

### Premios TVyNovelas
| Año  | Categoría                | Programa            | Resultado |
| ---- | ------------------------ | ------------------- | --------- |
| 2017 | Conductor (a) revelación | El gordo y la flaca | Nominada  |

### Premios Soberano
| Año  | Categoría                                  | Programa            | Resultado |
| ---- | ------------------------------------------ | ------------------- | --------- |
| 2018 | Comunicador (a) destacado en el extranjero | El gordo y la flaca | Nominada  |
| 2019 | Comunicador (a) destacado en el extranjero | El gordo y la flaca | Ganadora  |